# هویک جیوانیان
هویک خانلاری جیوانیان (ارمنی: Հովիկ Խանլարի Ջիվանյան; انگلیسی: Hovik Jivanyan؛ زادهٔ ۶ ژانویهٔ ۱۹۷۲) سیاست‌مدار و قانون‌گذار اهل جمهوری آرتساخ که نماینده دوره‌های ششم و هفتم مجلس ملی جمهوری آرتساخ می‌باشد.

## زندگی‌نامه
وی در ۶ ژانویه ۱۹۷۲ در ورین چارتار، استان مارتونی به دنیا آمد و از دانشگاه دولتی ایروان فارغ‌التحصیل گشت. وی عضو حزب en:Free Motherland می‌باشد.